# Nasiru Mohammed
Nasiru Mohammed, född 6 juni 1994 i Kumasi, är en ghanansk fotbollsspelare som senast spelade för BK Häcken.

## Karriär
Mohammed fostrades i FC Rainbow genom fotbollsstipendium i Right to Dream Academy i Accra. 2009 var han lagkapten i Ghanas U17-landslag. Han har även representerat Ghanas U20-landslag.
Mohammed provspelade i maj 2012 med Premier League-mästarna Manchester Citys junior- och reservlag, men det resulterade inte i något kontrakt.
I augusti 2012 lånades Mohammed ut till BK Häcken för resten av säsongen 2012. Han gjorde debut i allsvenskan 27 augusti 2012 när man blev inbytt i matchen Häcken-Elfsborg, där han inom loppet av elva minuter gjorde två mål. Även i andra allsvenska matchen 1 september 2012 blev han inbytt och gjorde mål. Han skrev därefter på ett fyraårskontrakt med Häcken. Den 20 september 2014 gjorde han ett hattrick i en 5–1-seger över IF Brommapojkarna. I september 2016 förlängde Mohammed sitt kontrakt med fyra år.
I juli 2019 värvades Mohammed av bulgariska Levski Sofia. I juli 2021 återvände han till BK Häcken och skrev på ett halvårskontrakt. Mohammed spelade tre matcher men råkade i augusti 2021 ut för en knäskada som gjorde att han missade resten av säsongen. Efter säsongen 2021 erbjöds Mohammed inte något nytt kontrakt och lämnade klubben.